# Narratologia
(Roland Barthes, "Il brusio della lingua", 1984)
Il termine narratologia fu coniato dal filosofo Cvetan Todorov nel 1969, per indicare lo studio delle strutture narrative.

## Le strutture narrative
Alla base dell'analisi narratologica bisogna tener conto sia della distinzione fatta dai formalisti russi tra fabula e intreccio, sia della distinzione fatta da Benveniste tra storia e discorso.
Todorov sostiene che l'opera letteraria è storia e discorso allo stesso tempo. Storia in quanto comprende una certa realtà e avvenimenti che si presume abbiano avuto luogo e personaggi che si confondono con quelli della vita reale. Questa stessa storia avrebbe potuto esserci raccontata senza venire incarnata in un libro: da un film o da un racconto orale.
Ma l'opera letteraria è al tempo stesso discorso perché vi è un narratore che narra la storia e un lettore che la percepisce e a questo livello, quello che ha importanza non sono gli avvenimenti raccontati ma il modo in cui il narratore li ha fatti conoscere.
Questa è la base dalla quale partono i narratologi per studiare il livello funzionale del testo.

## L'analisi del testo
Per compiere un'analisi del testo, o analisi testuale bisogna, per prima cosa, dividere il testo in segmentazioni o sequenze che possono essere lineari o linguistico-funzionali.
Cesare Segre ha individuato nel proposito della segmentazione due obiettivi principali, quello di preparare le sequenze che, riorganizzate secondo la cronologia del contenuto, andranno a costituire la fabula e quello di individuare le zone di convergenza tra i vari tipi di funzioni discorsive e di linguaggio.
Preparando le sequenze si individuano tutti quei blocchi unitari che sono segnati da delimitazioni temporali, spaziali, contenutistiche e, nell'individuare le zone di convergenza, le sequenze narrative vengono rilevate in base alle loro caratteristiche linguistiche, come la narrazione, la descrizione, la riflessione.

Se il metodo dello studioso russo Vladimir Propp è applicabile più che altro su un ben determinato tipo di testo narrativo, le fiabe di magia, Segre e Claude Bremond individuano uno schema base della narrazione applicabile ad ogni testo narrativo.
Segre usa il metodo di articolazione su quattro livelli di analisi: il discorso, l'intreccio, la fabula e il modello narrativo, mentre Bremond individua lo schema base della narrazione in una situazione che si evolve o positivamente o negativamente ma alla fine trova un epilogo.
Le funzioni utilizzate da Segre sono fondamentalmente tre: la prima apre la possibilità di tenere un certo comportamento o di prevedere un evento, la seconda di realizzare il comportamento o l'evento in atto, la terza chiude il processo con un risultato raggiunto.
La differenza con Propp sta nel fatto che nessuna di queste funzioni deve seguire necessariamente quella della sequenza successiva ma, una volta che la sequenza è aperta, il narratore può decidere l'attuazione di quel comportamento o evento oppure può decidere che quel comportamento o evento non abbia luogo.
Inoltre, se il narratore sceglie che venga attuato questo comportamento o quell'evento può decidere che il processo vada fino alla fine oppure venga arrestato e inoltre il comportamento può raggiungere o mancare il suo scopo e l'avvenimento seguire o meno il suo corso fino al termine.

## Analisi del personaggio
Un altro problema che la narratologia affronta è quello dell'analisi del personaggio che viene definito dagli strutturalisti non un "essere" ma un "partecipante".
Infatti a seconda dell'angolatura dalla quale si considerano gli attributi e le funzioni del personaggio o in base ai suoi dati anagrafici, esso viene visto, come sostiene Bremond, "agente o paziente" oppure "attante" come dice Greimas o "paradigma di tratti psicologici" come sostiene Chatman.
Tra tutti questi studi uno tra i più interessanti è quello di Charles J. Fillmore che costruisce una grammatica dei casi e distingue per ogni azione cinque ruoli principali, l'agente, l'oggetto, lo strumento, il dativo (per il quale si compie il processo) e il locativo (dove avviene l'azione).
I personaggi sono comunque la colonna portante del testo. Sono loro che portano avanti l'azione, il racconto stesso, determinando le diverse situazioni, i diversi ruoli, analizzano le differenti personalità e devono pertanto essere analizzati minuziosamente, tenendo conto di tutti gli elementi che contribuiscono a caratterizzarli. In questo senso, Gianluca Gatta afferma che non esistono storie senza personaggi e che il nucleo fondamentale di ogni storia è un personaggio che "fa qualcosa".

### Caratterizzazione
Esistono vari modi di caratterizzare un personaggio:
- Caratterizzazione diretta: vi è la descrizione dell'aspetto fisico (descrizione fisica, con colore dei capelli, altezza, caratteri somatici), dei tratti psicologici, l'idea che egli ha della vita, del mondo, la sua estrazione sociale, il livello culturale. Questo tipo di caratterizzazione viene maggiormente utilizzata dagli scrittori antecedenti il 1500.
- Caratterizzazione socio-economica e culturale: viene individuato il livello culturale del personaggio e il suo ceto sociale.
- Caratterizzazione psicologica: è il modo di pensare del personaggio, le sue emozioni, cosa anima i suoi pensieri, il suo modo di rapportarsi alla società e con gli altri, nonché la gestualità.

### Definizione
Il personaggio può essere definito in modo:
- statico - quando non cambia mai, rimane sempre uguale così come i suoi pensieri.
- dinamico - quando durante il racconto cambia atteggiamento, idea, ideali, o cambia modo di vivere.
- piatto - quando la descrizione è sommaria, schematica, inverosimile, stereotipata.
- tutto-tondo - quando si conoscono tutti gli aspetti, sia esteriori che interiori.

### Presentazione
Il personaggio può essere presentato in due modi:
- Direttamente: quando, sin dall'inizio, si ha un prospetto ben accentuato. La presentazione è effettuata o dal personaggio stesso, o dall'autore o da un altro personaggio.
- Indirettamente: è la presentazione che avviene nei romanzi contemporanei, attraverso degli indici (come il linguaggio, la descrizione fisica, le battute, i gesti, l'abbigliamento), per far comprendere la natura del personaggio.

### Ruolo
Il personaggio è il portatore di un'azione. All'interno di una novella o di un romanzo i ruoli dei personaggi si possono riassumere in:
- Protagonista: è il personaggio al centro dell'azione e la mette in moto o ne è la vittima;
- Antagonista: colui che si contrappone al protagonista e ne impedisce l'azione o cerca di opprimerlo;
- Oggetto: la persona o la cosa desiderata o temuta che mette in moto l'azione;
- Aiutante: il personaggio che si schiera a favore del protagonista e lo aiuta a raggiungere il suo scopo. Questi può essere anche falso quando finge di collaborare ed invece opera in senso contrario;
- Avversario: il personaggio che si oppone al protagonista e crea ostacoli per impedire il conseguimento dello scopo. Di solito i ruoli di aiutante e di avversario sono ricoperti da personaggi minori.

### Attributi
Si definiscono tali certi tratti fisici, oggetti, atteggiamenti che accompagnano costantemente l'entrata in scena o la descrizione di un determinato personaggio e ne rispecchiano una particolare caratteristica psicologica, sociale, ideologica.

### Gerarchia
Per analizzare a fondo un personaggio è necessario, inoltre, seguire una precisa gerarchia, che si suddivide in quattro diverse categorie:
- Personaggio Principale: è presente in tutta la durata del racconto e lo rimane anche se la narrazione del racconto si sposta altrove per molto tempo.
- Comprimario: Sostituisce il personaggio principale quando non è presente nella scena.
- Personaggio Secondario: si relaziona con il personaggio principale,
- Comparsa: non partecipa mai in prima persona all’azione. e non ha il potere di influenzare l’intreccio o i comportamenti dei protagonisti.

## Analisi del narratore
Per una corretta lettura narratologica bisogna tener in conto anche il narratore, o istanza di enunciazione del testo, e il narratario, o istanza di ricezione. L'autore del testo che non deve essere considerato come persona reale ma, come dice Umberto Eco, "strategia testuale".
Importante diventa quindi la scelta del "punto di vista" perché, come afferma Seymour Chatman, quando ci volgiamo ai testi narrativi troviamo una situazione molto più complessa di quella che vi è nei testi con una sola presenza, come nei testi espositivi, nei discorsi politici o nei sermoni.
Il personaggio, il narratore, l'autore implicito sono presenze diverse che possono avere punti di vista differenti.
La differenza fondamentale tra punto di vista e voce narrante consiste nel fatto che per punto di vista si intende l'orientamento ideologico o il luogo fisico o la situazione rispetto alla quale si pongono in relazione gli eventi narrativi, mentre la voce narrante si riferisce al discorso o ad altri mezzi espliciti tramite i quali gli eventi vengono comunicati al lettore.
È la voce narrante che definisce i rapporti tra la narrazione e il racconto e tra la narrazione e la storia, con la distinzione tra un narratore assente dalla storia o "eterodiegetico", come avviene, ad esempio, nel Piacere di Gabriele D'Annunzio, e un narratore presente come nel Fu Mattia Pascal di Pirandello.
Il narratore che è anche protagonista della storia viene definito da Gérard Genette "autodiegetico", mentre quello che è solamente un testimone è detto "allodiegetico".
Per quanto riguarda i livelli narrativi, sempre secondo Genette e la sua classificazione, l'istanza narrativa di un racconto di primo grado è, per definizione, "extradiegetica", mentre l'istanza narrativa di un racconto di secondo grado, come nelle Mille e una notte, si definisce "intradiegetica".
La categoria della distanza riguarda invece l'opposizione della quale parla Aristotele nella sua Poetica, tra il discorso che tengono i personaggi detto mimesi e il discorso degli eventi detto diegesi.
Pertanto se nel racconto vi è la mediazione del narratore si parlerà di "racconto diegetico", mentre se è condotto dai personaggi attraverso il dialogo viene considerato un "racconto mimetico".
Per quanto riguarda invece il punto ottico o la "prospettiva" dal quale si osserva la storia, quando il narratore è onnisciente si parla di "racconto a focalizzazione zero", quando il narratore ne sa quanto i personaggi di "racconto a focalizzazione interna" e quando il narratore ne sa meno dei personaggi di "racconto a focalizzazione esterna".
In questi ultimi anni si sono sempre più affrontati i problemi della distinzione tra autore e narratore e il rapporto tra gli enunciati e la enunciazione e molti sono stati i saggi acuti che hanno cercato di analizzare le numerose questioni sulla lettura del romanzo e del racconto.

### Raccontare e rappresentare
Molti scrittori e critici affermano che la superiorità della narrativa moderna consiste nella neutralità della voce narrante. Nella vera arte la storia non dovrebbe essere commentata, ma rappresentata di per se stessa e senza intromissioni da parte dell''autore: egli deve scomparire e lasciare i lettori alle prese con i personaggi e con la loro storia.
(Wayne C. Booth, Retorica della narrativa)

## Le categorie del tempo e dello spazio

### Gérard Genette
Genette analizza due elementi importanti del discorso narrativo: le categorie dello spazio e del tempo.
I fenomeni della dimensione tempo vengono suddivise da Genette in ordine, che riguarda la prolessi o l'anticipazione e le analessi ovvero le retrospezioni di segmenti narrativi rispetto al punto in cui la storia si trova e suddivide ancora in durata, cioè la coincidenza o meno della storia in cui ci si trova con il tempo del discorso e che, quando il discorso è più breve della storia, prevede la possibilità del sommario, della pausa. Se viene sospeso il tempo della storia e dell'ellissi, sia se c'è un'omissione di una parte della storia e di una maggiore velocità del tempo del discorso.
La relazione che esiste tra racconto e diegesi viene chiamata frequenza e distingue quattro possibilità: racconto singolativo se con un solo enunciato si racconta un avvenimento accaduto una sola volta, ripetitivo se più enunciati fanno riferimento ad un solo avvenimento, iterativo se ad un avvenimento accaduto più volte corrisponde un solo enunciato e singolativo multiplo se ad un certo numero di avvenimenti corrispondono altrettanti enunciati.

### Michail Bachtin
Bachtin mette in rilievo l'importanza del tempo nell'evoluzione del romanzo europeo con la teoria del cronotopo, categoria che riguarda "l'interconnessione dei rapporti temporali e spaziali all'interno di un testo letterario". Egli scrive nel suo saggio del 1975 "Estetica e romanzo":
(Bachtin, Estetica e romanzo.)